# Baetis pluto
Baetis pluto je druh jepice z čeledi Baetidae. Přirozeně se vyskytuje v Severní Americe. Jako první tento druh popsal kanadský entomolog James Halliday McDunnough v roce 1925.